# Synomera isthmialis
Synomera isthmialis là một loài bướm đêm trong họ Noctuidae.